# Cryphoecina deelemanae
Cryphoecina deelemanae är en spindelart som beskrevs av Christo Deltshev 1997. Cryphoecina deelemanae ingår i släktet Cryphoecina och familjen panflöjtsspindlar.
Artens utbredningsområde är Montenegro. Inga underarter finns listade i Catalogue of Life.